# Joseph Barr
Pour les articles homonymes, voir Barr.
Joseph Walker Barr, né le 17 janvier 1918 à Bicknell (États-Unis) et mort le 23 février 1996 à Playa del Carmen (Mexique), est un homme politique américain. Membre du Parti démocrate, il est secrétaire au Trésor entre 1968 et 1969 dans l'administration du président Lyndon B. Johnson.

## Biographie
Soldat de la Seconde Guerre mondiale, il sert dans la Marine américaine de 1942 à 1945. À son retour, il se lance dans les affaires puis en politique.